# Guy Hamilton
Guy Hamilton (n. 16 septembrie 1922, Paris, Île-de-France, Franța – d. 20 aprilie 2016, Palma, Insulele Baleare⁠(d), Spania) a fost un regizor de film britanic. A devenit cunoscut prin seria filmelor James Bond, prin filmul de spionaj Funeralii la Berlin (1966) și prin filmul Oglinda spartă, care este  transpunerea pe ecran în anul 1980 a unui roman omonim de Agatha Christie.

## Filmografie

### Filme cu James Bond
- 1964 Goldfinger
- 1971 Diamantele sunt veșnice (Diamonds Are Forever)
- 1973 Trăiește și lasă pe alții să moară (Live and Let Die)
- 1974 Pistolul de aur (The Man with the Golden Gun)

### Alte filme
- 1952 Ca două picături de apă (The Ringer)
- 1953 The Intruder -  muzica de Francis Chagrin
- 1954 Inspectorul de poliție (An Inspector Calls)
- 1955 Poveste din Colditz (The Colditz Story) - muzica de Francis Chagrin
- 1956 Charley Moon
- 1957 Manuela
- 1959 A Touch of Larceny
- 1959 Discipolul diavolului (The Devil's Disciple)
- 1961 Cei mai buni dușmani (The Best of Enemies)
- 1963 Man in the Middle
- 1965 The Party's Over
- 1966 Funeralii la Berlin (Funeral in Berlin)
- 1969 Bătălia pentru Anglia (Battle of Britain)
- 1978 Uraganul vine de la Navarone (Force 10 from Navarone)
- 1980 Oglinda spartă (The Mirror Crack'd)
- 1982 Crimă sub soare (Evil under the Sun)
- 1985 Remo Williams: The Adventure Begins
- 1989 Secretul statuetei (Try This One for Size)